# Kim MacDougall
Kim MacDougall (Kanada, Saskatchewan, Regna, 1954. augusztus 29. –) kanadai jégkorongozó, hátvéd.

## Karrier
Komolyabb junior karrierjét a WCHL-es Regina Patsben kezdte 1971–1972-ben. Ebben a csapatban 1974-ig játszott és az utolsó évben megnyerték a Memorial-kupát. A Minnesota North Stars draftolta az 1974-es NHL-amatőr drafton a negyedik körben a 60. helyen. Egyetlen mérkőzésen lépett jégre az NHL-ben a North Stars színeibn nem sokkal a draft után. Utána lekerült az AHL-es New Haven Nighthawksba ahol egy szezont töltött. 1975–1976-ban játszott az IHL-es Fort Wayne Komets és a szintén IHL-es Columbus Owlsban. A következő szezon kimaradt a karrierjéből majd még 1977–1978-ban játszott rövid ideig az AIHA-s Lumsden Lordsban

## Díjai
- Ed Chynoweth-kupa: 1974
- Memorial-kupa: 1974